# Проспект Обуховської оборони
Проспект Обуховської Оборони (рос. Проспект Обуховской Обороны) — вулиця в Невському районі Санкт-Петербурга.
З однієї сторони проспекту Обуховської оборони розташована площа Олександра Невського та Синопська набережна, а з іншої — Шліссельбурзький проспект і Караваєвська вулиця.
Довжина проспекту — приблизно 11 км.

## Історія
На місці нинішнього проспекту Обуховської оборони в XVIII ст. проходила поштова дорога на Шліссельбург — Ключ-город (тепер місто Петрокрепость) і Архангельськ. З 1733 до 1830-х вона називалась Шліссельбургська дорога (з 1799 також Архангелогородська дорога), з 1830-х — Шліссельбурзький тракт (назва Архангелогородський тракт перестало вживатись в 1880-і).

## Джерело
- Проспект Обуховської Оборони(рос.)